# Houyoux
Houyoux är ett vattendrag i Belgien.   Det ligger i provinsen Namur och regionen Vallonien, i den centrala delen av landet, 60 km sydost om huvudstaden Bryssel.
I omgivningarna runt Houyoux växer i huvudsak blandskog. Runt Houyoux är det tätbefolkat, med 591 invånare per kvadratkilometer.